# Matthew Lowton
Matthew Lowton (Chesterfield, 1989. június 9. –) angol labdarúgó, jelenleg szabadon igazolható.
A védelem bármely posztján bevethető játékos. Chesterfield városában született, Derbyshire megyében, majd fiatalon a Sheffield United akadémiájára került.
Kölcsönben megfordult az alsóbb ligás Sheffield FC, majd a Ferencvárosi TC csapatainál is, nevelőklubjában 2012-ig 78 másodosztályú bajnokin lépett pályára
2012 nyarán szerződtette az akkor élvonalbeli Aston Villa, ahol három idényt töltött, mielőtt a Burnley FC-hez igazolt volna.

## Pályafutása

### Sheffield United
Tizenöt évesen csatlakozott a Sheffield United akadémiájához, és bár egy rövid ideig a Leeds Unitedben is játszott, végül itt mutatkozott be a felnőttek között.
2008-ban rövid ideig a Sheffield FC kölcsönjátékosa volt, majd 2009 januárjában Sam Wedgburyvel együtt a Ferencvárosi TC-hez került, szintén kölcsönben. Tétmérkőzésen a következő hónapban debütált egy Ligakupa-mérkőzésen. Összesen 18 alkalommal, köztük öt bajnokin lépett pályára a budapesti zöld-fehérek színeiben.
Miután visszatért nevelőegyütteséhez, nem ment minden zökkenőmentesen, meg kellett harcolnia a csapatba kerülésért. 2010 márciusában egy Cardiff City elleni bajnokin debütált a Pengék együttesében. 
A következő szezonban vált alapemberré csapatában, teljesítménye jutalma pedig szerződéshosszabbítás lett. A Cardiff City ellen ezúttal piros lapot kapott, eltiltása leteltével októberben megszerezte első bajnoki gólját is a Burnley elleni 3-3-as döntetlenre végződő bajnokin. Lowton az idény végéig rendszeres játéklehetőséget kapott, még négy gólt szerzett, de a Sheffield United kiesett a harmadosztályba.
A League One-ban is alapember maradt, az idény folyamán 55 tétmérkőzésen lépett pályára és egy gólt szerzett, majd 2011 augusztusában ismét szerződést hosszabbított.

### Aston Villa
Lowton 2012 júliusában az Aston Villához írt alá nem nyilvános összegért, Paul Lambert menedzser kifejezett kérésére. (Egyes források szerint a Villa 3 millió eurót fizetett érte.) A Premier League-ben augusztus 18-án mutatkozott be a West Ham ellen, első gólját a Swansea City elleni 2-0-s győzelem alkalmával rúgta 2013 július 19-én.
Nyáron új,  négyéves kontraktust írt alá, ami 2017 nyaráig szólt.

### Burnley
2015. június 22-én az akkor másodosztályú Burnley megközelítőleg 1 millió euróért három évre szerződtette. Lowton 27 bajnokin egy góllal segítette a bajnoki címet szerző és feljutó csapatát.

### Huddrsfield Town
2023. január 4-én a 2022-23-as szezon hátralévő részére kölcsönbe csatlakozott az angol másodosztályban szereplő Huddersfield Townhoz.

## Statisztika
(2016. szeptember 17-ei állapot)
| Klub                     | Szezon              | Bajnokság           | Bajnokság     | Bajnokság | FA-kupa       | FA-kupa | Ligakupa      | Ligakupa | Egyéb         | Egyéb | Összesen      | Összesen |
| Klub                     | Szezon              | Osztály             | Pályára lépés | Gólok     | Pályára lépés | Gólok   | Pályára lépés | Gólok    | Pályára lépés | Gólok | Pályára lépés | Gólok    |
| ------------------------ | ------------------- | ------------------- | ------------- | --------- | ------------- | ------- | ------------- | -------- | ------------- | ----- | ------------- | -------- |
| Sheffield United         | 2009–10             | Championship        | 2             | 0         | 0             | 0       | 0             | 0        | —             | —     | 2             | 0        |
| Sheffield United         | 2010–11             | Championship        | 32            | 4         | 0             | 0       | 0             | 0        | —             | —     | 32            | 4        |
| Sheffield United         | 2011–12             | League One          | 44            | 6         | 3             | 0       | 2             | 0        | 6             | 0     | 55            | 6        |
| Sheffield United         | Összesen            | Összesen            | 78            | 10        | 3             | 0       | 2             | 0        | 6             | 0     | 89            | 10       |
| Ferencváros (kölcsönben) | 2009–10             | Nemzeti Bajnokság I | 5             | 0         | —             | —       | —             | —        | —             | —     | 5             | 0        |
| Aston Villa              | 2012–13             | Premier League      | 37            | 2         | 1             | 0       | 6             | 0        | —             | —     | 44            | 2        |
| Aston Villa              | 2013–14             | Premier League      | 23            | 0         | 1             | 0       | 1             | 0        | —             | —     | 25            | 0        |
| Aston Villa              | 2014–15             | Premier League      | 12            | 0         | 1             | 0       | 0             | 0        | —             | —     | 13            | 0        |
| Aston Villa              | Összesen            | Összesen            | 72            | 2         | 3             | 0       | 7             | 0        | —             | —     | 82            | 2        |
| Burnley                  | 2015–16             | Championship        | 27            | 1         | 0             | 0       | 0             | 0        | —             | —     | 27            | 1        |
| Burnley                  | 2016–17             | Premier League      | 5             | 0         | 0             | 0       | 0             | 0        | —             | —     | 5             | 0        |
| Burnley                  | Összesen            | Összesen            | 32            | 1         | 0             | 0       | 0             | 0        | —             | —     | 32            | 1        |
| Karrier statisztika      | Karrier statisztika | Karrier statisztika | 187           | 13        | 6             | 0       | 9             | 0        | 6             | 0     | 208           | 13       |

## Sikerei, díjai
Burnley FC
- Championship
  - Bajnok 2015-16

## Külső hivatkozások
- Matthew Lowton adatlapja a Ferencvárosi TC hivatalos honlapján
- Matthew Lowton adatlapja a HLSZ.hu Archiválva 2009. szeptember 6-i dátummal a Wayback Machine-ben-n
- Matthew Lowton pályafutásának statisztikái a Soccerbase oldalon (angolul)